# تل مهد
تل مهد مربوط به دوران‌های تاریخی پس از اسلام است و در شهرستان کهگیلویه، بخش مرکزی، روستای مهد واقع شده و این اثر در تاریخ ۲۴ فروردین ۱۳۸۲ با شمارهٔ ثبت ۸۳۴۴ به‌عنوان یکی از آثار ملی ایران به ثبت رسیده است.